# Balzo Jakab achajai herceg
Balzo Jakab (1353 – Taranto, 1383. július 7.), olaszul: Giacomo del Balzo, franciául: Jacques des Baux, katalánul: Jaume dels Baus, görögül: Ιάκωβος των Μπω, achajai és tarantói herceg, címzetes konstantinápolyi latin császár. III. Frigyes szicíliai király sógora, I. Johanna nápolyi királynő unokaöccse. Enghieni Mária nápolyi királynénak, I. László nápolyi király harmadik feleségének az elsőfokú unokatestvére, valamint Chiaromontei Izabella nápolyi királynénak, Aragóniai Beatrix magyar királyné anyjának, valamint Balzo Izabella nápolyi királynénak, IV. Frigyes nápolyi király második feleségének a nagynagybátyja.

## Élete
Francesco del Balzónak (1329/30–1422), Andria hercegének és Anjou Margit tarantói hercegnőnek (1325 körül–1380) volt a fia. Anyja I. Johanna nápolyi királynő második férjének, Tarantói Lajosnak, valamint öccsének, II. Fülöp tarantói hercegnek volt a nővére. Anyja az öccse, II. Fülöp halála után örökölte a konstantinápolyi latin császári címet. Apja Nápoly kormányzója volt. Egy édestestvére született, Antónia (1355–1375) hercegnő, aki 1373-ban III. (Együgyű) Frigyes szicíliai király második felesége lett. Jakab elsőfokú unokatestvére volt Enghieni Mária (1367–1446) későbbi nápolyi királynénak, Chiaromontei Izabella nápolyi királyné (1424–1465) (I. Ferdinánd nápolyi király első felesége) nagyanyjának, hiszen Mária anyja és Jakab apja testvérek voltak.
Húga, Antónia királyné 20 évesen gyermektelenül hunyt el 1375. január 23-án.
Anyja nápolyi fogságban halt meg 1380-ban. Jakab örökölte a Tarantói Hercegséget, az Akháj Fejedelemséget és a konstantinápolyi latin császári címet. Johanna királynő utóda, III. (Durazzói) Károly visszahelyezte jogaiba mind apját, mind pedig Jakabot. Apja, aki túlélte Jakabot, és 90 éves kora fölött halt meg, újranősült, és további három gyermeke született. Apjának az ükunokája, Balzo Izabella (1468–1533) IV. Frigyes nápolyi király második feleségeként Nápoly királynéja lett 1496-tól 1501-ig.
Jakab 1382. szeptember 16-án feleségül vette Anjou Ágnes durazzói hercegnőt, I. Károly durazzói hercegnek és Anjou Mária nápolyi királyi hercegnőnek, I. Johanna nápolyi királynő húgának a lányát, akinek a húga, Margit III. (Durazzói) Károly nápolyi király és II. Károly néven magyar király felesége lett, és I. (Durazzói) László és II. Johanna nápolyi királyoknak az anyja volt. Jakab és Ágnes házassága rövid és gyermektelen maradt.
Jakab császár 1383. július 7-én Tarantóban halt meg, és földi maradványait ott a San Cataldo Székesegyházban helyezték örök nyugalomra. Mivel törvényes utódot nem hagyott hátra, a címeit és a jogait I. (Anjou) Lajos (címzetes) nápolyi (ellen)királyra, illetve az ő családjára hagyományozta, ők azonban nem használták örökölt címeiket.

## Gyermekei
- Feleségétől, Anjou Ágnes (1345–1388) durazzói hercegnőtől, nem születtek gyermekei
- Ismeretlen ágyasától (vagy ágyasaitól), két leány:
  - Magdolna (–1383 után)
  - Katalin (–1383 után)